# Eminence (Kentucky)
La ville d’Eminence est située dans le comté de Henry, dans l’État du Kentucky, aux États-Unis. Sa population s’élevait à 2 498 habitants lors du recensement de 2010, estimée à 2 566 habitants en 2016.

## Source
- (en) Cet article est partiellement ou en totalité issu de l’article de Wikipédia en anglais intitulé « Eminence, Kentucky » (voir la liste des auteurs).